# Fliegender Holländer (Sage)
Die Sage vom Fliegenden Holländer handelt von einem Kapitän, der durch einen Fluch dazu verdammt worden ist, bis zum jüngsten Tag mit seinem Gespensterschiff auf dem Meer umherzuirren, ohne in einen Hafen einlaufen oder Erlösung im Tod finden zu können.
Die Ursprünge der Sage sind nicht bekannt. Die frühesten schriftlichen Versionen stammen aus dem 18. Jahrhundert.
Im 19. Jahrhundert wurde der Sagenstoff von zahlreichen Autoren aufgegriffen. Eine der bekanntesten Gestaltungen ist Richard Wagners Oper Der Fliegende Holländer, die 1843 in Dresden uraufgeführt wurde.

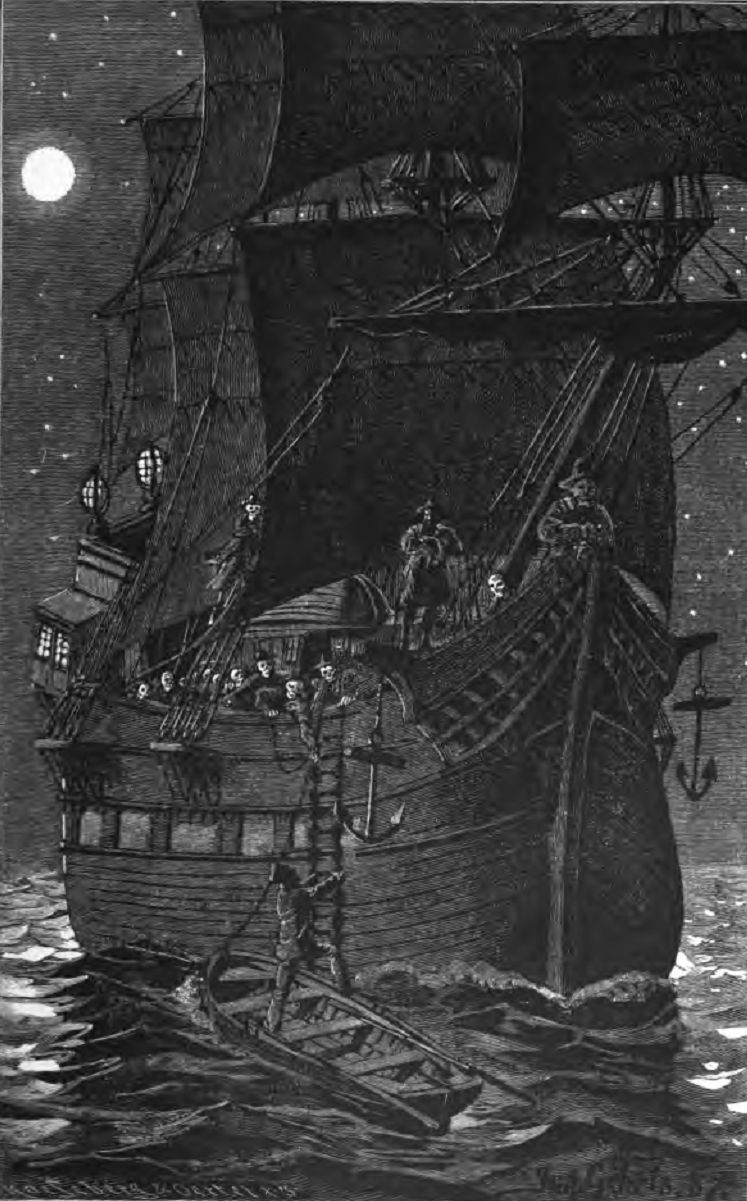
An Bord der Flying Dutchman (Illustration von Johannes Gehrts, 1887)

## Motive der Sage
Inwiefern der Fliegende Holländer eine Sage oder ein literarischer Stoff ist, ist kaum abzugrenzen. Dass die Sage in der mündlichen Überlieferung der Seefahrer wurzelt und somit eine Art Seemannsgarn darstellt, wird angenommen.
Kern der Sage ist ein Kapitän, der durch eigene Schuld einen Fluch auf sich lädt. Dieser zwingt ihn dazu, bis zum Tag des Jüngsten Gerichts weiterzusegeln, falls er nicht durch einen besonderen Umstand Erlösung findet. Zwischen der Figur des Kapitäns und dem Schiff wird häufig kaum unterschieden, es ist also unklar, ob der Kapitän „Fliegender Holländer“ genannt wird oder ob es der Name des Schiffes ist.
In konkreten Gestaltungen ist der Fliegende Holländer meist ein niederländischer Kapitän des 17. Jahrhunderts, der beim Versuch, das Kap der Guten Hoffnung zu umschiffen, schwört, bis zum Jüngsten Tag zu segeln, wenn es sein muss. Dies tritt darauf auch ein.
Erweitert wird die Geschichte durch die Möglichkeit der Erlösung: Alle sieben, zehn oder hundert Jahre darf der verfluchte Kapitän an Land. Wenn er dort eine Frau findet, die ihn aufrichtig und treu liebt, so würde er Erlösung finden. Das hat zunächst den Charakter einer unmöglichen Bedingung, die den Kapitän zu ewiger Irrfahrt verdammen soll. Erst in späteren Gestaltungen wird das Motiv (vor allem bei Wagner) zentral und die Erlösung durch Liebe verwirklicht: Der Fliegende Holländer findet eine treue Seele von Frau, die sich für ihn opfert, und darf mit ihr in den Himmel aufsteigen.
Ein Sondermotiv stellen die Briefe dar: Manchmal lässt der Fliegende Holländer ein Beiboot zu Wasser und eine Geisterhand überstellt Briefe, die – wie sich später herausstellt – sich alle an längst Verstorbene richten. Die Briefe muss man besonders behandeln (an den Mast nageln, verbrennen etc.), weil sonst ein Unglück geschieht. Überhaupt gilt die Begegnung mit dem Fliegenden Holländer als düsteres Omen und kündet den Untergang des eigenen Schiffs oder wenigstens ein bevorstehendes großes Unglück für dessen Mannschaft an.
Das Schiff des Fliegenden Holländers selbst soll unglaubliche Fähigkeiten besitzen. So soll es gegen den Sturm, bei absoluter Flaute oder auch rückwärts segeln können. Es erscheint in der Luft schwebend oder taucht plötzlich aus den Tiefen des Meeres auf. Die Segel sind blutig rot oder erscheinen rot wie von Glut angestrahlt, oder es tanzen Elmsfeuer geisterhaft um den Mast und der Rumpf ist schwarz wie die Hölle. Von der Besatzung ist niemand zu sehen oder man sieht ihre Leichen an Deck oder sie besteht aus lebenden Toten.

## Wurzeln der Sage

### Kap der Guten Hoffnung und Kapkolonie

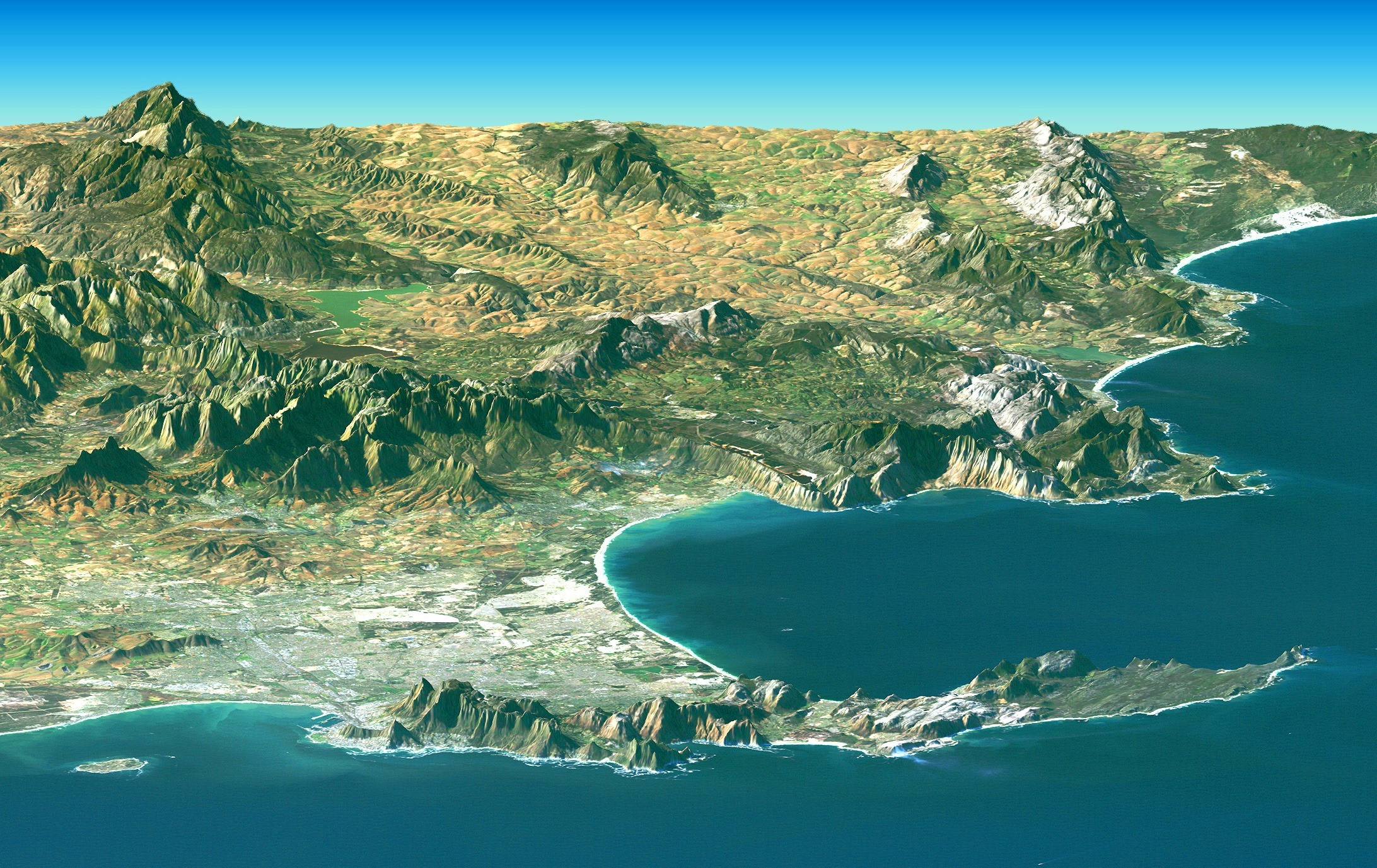
Kap der Guten Hoffnung

Die Sage vom Fliegenden Holländer scheint von Anfang an am Kap der Guten Hoffnung lokalisiert zu sein.
Die Gewässer am Kap der Guten Hoffnung, genauer die Gewässer zwischen Cape Point und Kap Agulhas, wo der kalte Benguelastrom aus dem Südatlantik auf den warmen Agulhasstrom des Indischen Ozeans trifft, galten für die Segelschifffahrt als ausgesprochen gefährliche Gegend. Allein in der Tafelbucht (nordwestlich vom Kap der Guten Hoffnung) fanden Taucher mehr als 300 Segelschiffsrümpfe. Am Kap ragt zudem der Tafelberg direkt aus dem Meer über 1000 Meter empor, was gefährliche Fallböen erzeugt.
Die von Osten kommenden Segelschiffe verwechselten manchmal das östlich des Kaps der Guten Hoffnung gelegene Cape Hangklip mit Cape Point, das auf der gleichen Halbinsel wie das Kap der Guten Hoffnung liegt und mit ihm gemeinsam den geographischen Punkt markiert, ab dem die Schiffsroute wieder nach Norden führt. So segelten die Schiffe nordwärts in die Bucht zwischen den Kaps, die daraufhin den Namen False Bay (deutsch: Falsche Bucht) erhielt.
Von Mai bis Oktober herrscht Regenzeit. Von Oktober bis April wehen die gefürchteten Southeaster. Die zeitgenössischen Segelschiffe waren nicht in der Lage, gegen den Wind Raum zu gewinnen, was zu zermürbendem, teilweise wochenlangem Kreuzen führte, ein Umstand, der jedem Seemann wohlbekannt war, was zusammen mit der Tücke der Gewässer, den Unbilden der Stürme etc. dazu geführt haben könnte, dass das Kap zur Heimat des Fliegenden Holländers wurde. Für eine solche Herleitung spricht, dass auch in den Gewässern am Kap Hoorn, die ähnlich gefährlich waren, Berichte vom Fliegenden Holländer lokalisiert worden sind, vor allem nach Eröffnung des Suezkanals 1869, als die Fahrt um das Kap der Guten Hoffnung an Bedeutung verlor und dafür das Kap Hoorn zum prominentesten Gefahrenpunkt der Seefahrt wurde.

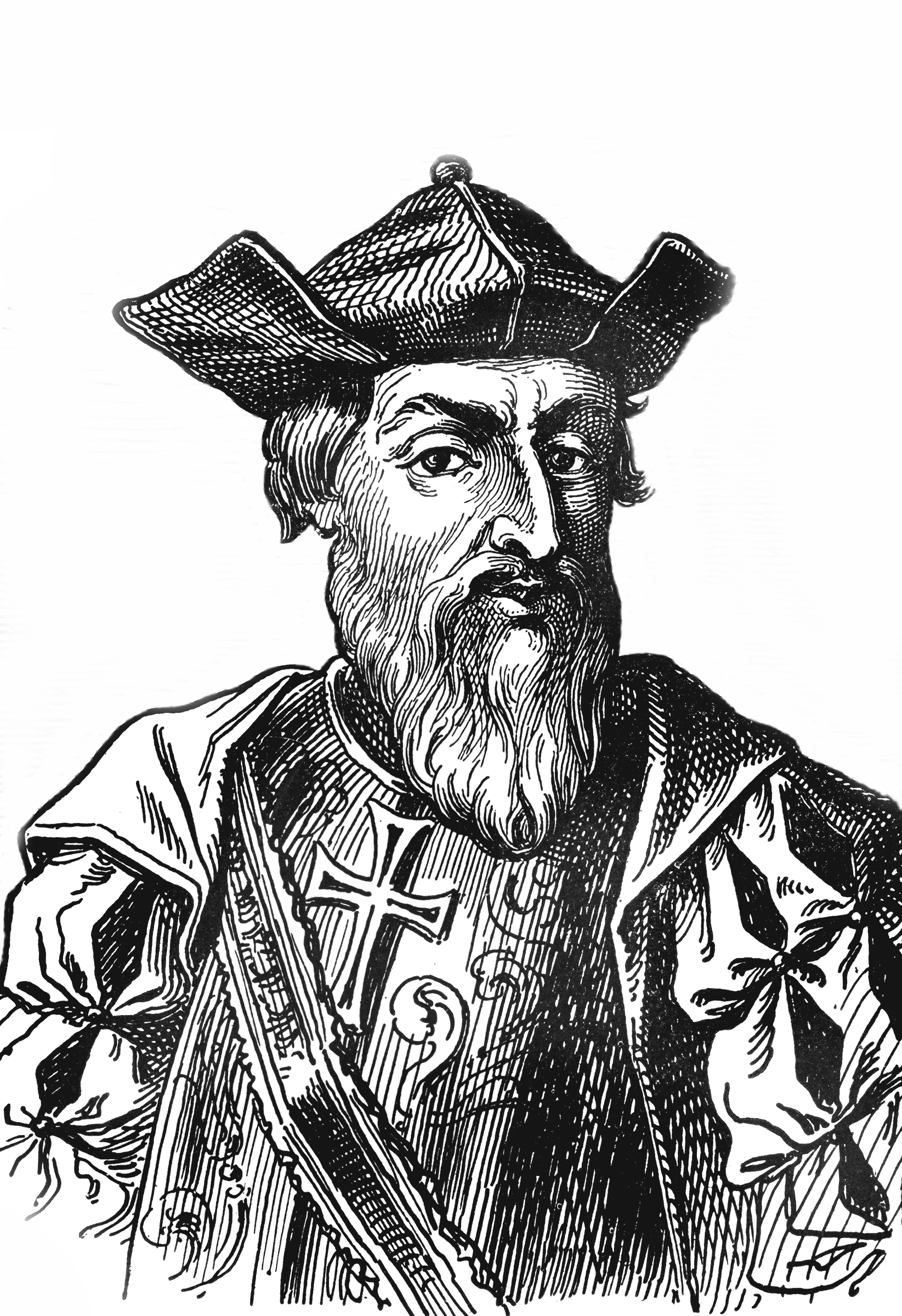
Vasco da Gama

Außerdem ist das Kap der Guten Hoffnung mit dem Namen Vasco da Gamas verknüpft, der vielleicht als Urbild des Holländers gedient haben könnte.
Da Gama gelang es 1497, das Kap zu umschiffen und so den Seeweg nach Indien zu öffnen.
Die Darstellung da Gamas in den frühen Berichten, so in Gaspar Correias Lendas da India (1551) und in den Lusiaden des Luís de Camões, könnte Grundlage für die Identifizierung gewesen sein.
So wird in der Chronik Lendas da India ausführlich von einer angeblichen Meuterei auf Vasco da Gamas Schiffen berichtet. Die Besatzung habe nicht weitersegeln wollen. Da Gama habe sich die Navigationsmittel der Seeleute ausliefern lassen und über Bord geworfen, Steuermann und Schiffsmeister in Ketten legen lassen und ausgerufen, er brauche weder Schiffsmeister noch Steuermann. Gott sei von nun an der Steuermann.
Auch wenn da Gama ein düster-herrischer Charakter gewesen sein mag, so ist die Meuterei nicht historisch und die Dämonisierung da Gamas nicht berechtigt.
Weitere motivgeschichtliche Wirkungen hat es jedenfalls nicht gegeben und der verfluchte Kapitän ist in der Überlieferung kein Portugiese, sondern ein Holländer.
Als Kapitän des Fliegenden Holländers wird konkret Bernard Fokke genannt, ein niederländischer Ostindienfahrer des 17. Jahrhunderts. Er war damals bekannt für die unglaubliche Geschwindigkeit, mit der er von den Niederlanden nach Java fuhr. Er legte die Strecke regelmäßig so schnell zurück, dass man ihm schon einen Bund mit dem Teufel nachsagte. Als er von seiner letzten Fahrt nicht zurückkehrte, ging man davon aus, dass er nun als Fliegender Holländer im Auftrag des Teufels die Meere kreuzen müsse.
Auch die anderen aus der Überlieferung bekannten Namen des Fliegenden Holländers sind typisch niederländisch: Vanderdecken, Tyn van Straten, van Diemen, van Evert, van Halen. In Zusammenhang mit der Lokalisierung am Kap ergibt das auch Sinn, da die Niederländer im 17. Jahrhundert die Seefahrt zu dominieren begannen und sich bedeutende Kapitel der niederländischen Geschichte am Kap abspielten. 1652 wurde dort die niederländische Kapkolonie gegründet, 1806 endete die niederländische Herrschaft, das Kap wurde britisch, und etwa zur gleichen Zeit tauchte auf See angeblich der gespenstische Holländer auf. Der Zusammenhang zwischen dem Niedergang niederländischer Herrschaft und dem Erscheinen des Holländers wurde von Washington Irving explizit hergestellt und auf das Ende von Nieuw Nederland in Nordamerika analog übertragen.

### Geister- und Phantomschiffe
Geisterschiffe sind auf See gefundene Schiffe ohne oder mit toter Besatzung. Sie waren und sind keine Seltenheit. In der Vergangenheit rafften Pest, Skorbut und Seuchen ganze Schiffsbesatzungen dahin. Aus Angst vor Ansteckungen wurden Seuchenschiffe in keinem Hafen aufgenommen. Überlebende Mannschaftsmitglieder mochten vorbeifahrende Schiffe um Hilfe anrufen, die suchten aber aus Angst vor der Seuche eilig das Weite.
Schließlich, wenn alle gestorben waren, trieb so ein „Geisterschiff“ auf unbestimmte Zeit kreuz und quer über die Meere, eine unheimliche Erscheinung für jeden, dem es begegnete. Aus mehreren solcher Geisterschiffe könnte sich die Sage vom Fliegenden Holländer kondensiert haben.
Dass solche treibenden Wracks keine Seltenheit waren, ist durch viele Quellen belegt; beispielsweise zählte man in einem Jahresbericht von 1869 214 Schiffe, die verlassen auf See umhertrieben.

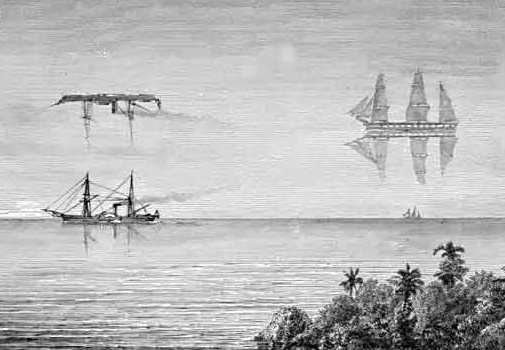
Luftspiegelungen auf See

Eine weitere mögliche Wurzel für die Überlieferung vom Fliegenden Holländer kann die Sichtung von Phantomschiffen sein.
In diesem Zusammenhang entsteht ein Phantomschiff durch die verzerrte Abbildung eines realen Schiffes in einer Luftspiegelung.
Durch eine solche Luftspiegelung an einer Grenzfläche kalter und warmer Luft kann zum Beispiel das Abbild eines tatsächlich weit hinter dem Horizont befindlichen Schiffes in der Nähe erscheinen, dazu noch phantastisch verzerrt. Bei einem Segelschiff etwa könnten die Segel zerfetzt und die Gestalt des Schiffes in dauernder, wallender Umformung befindlich erscheinen.
In dem Augenblick, in dem sich die Ausformung der Grenzfläche vielleicht nur um ein Weniges ändert, würde das Phantomschiff verschwinden, sich somit buchstäblich in Luft auflösen.
Dass Luftspiegelungen besonders gehäuft auf See dort auftreten, wo kalte auf warme Meeresströmungen treffen (und damit kalte auf warme Luftmassen), und dass diese Bedingungen am Kap der Guten Hoffnung ideal erfüllt sind, passt in das Bild.

### Wahre Begebenheiten als Ursprünge der Sage
Berichte über Sichtungen von Geisterschiffen wie dem Fliegenden Holländer gibt es seit dem 19. Jahrhundert. In der Folge werden daher chronologisch eine Reihe von Sichtungen aufgeführt, wobei klar sein muss, dass selbst ein zeitgenössischer Beleg keine Gewähr für Faktizität bieten muss.
HMS Leven 1823
Am 6. April 1823 wurde vor der südafrikanischen Küste von HMS Leven unter Kommando von Kapitän W. F. Owen, auf der Reise von Algoa Bay nach Simons’s Bay, das Begleitschiff Barracouta in 2 Meilen Entfernung gesichtet und durch Eigenarten der Takelung eindeutig identifiziert. Man beobachtete, wie die Barracouta ein Boot zu Wasser ließ, kam aber nicht in ihre Nähe. Später stellte sich heraus, dass die Barracouta zu diesem Zeitpunkt 300 Meilen entfernt war und in jener Nacht kein Boot wasserte. Der anonyme Verfasser des Berichts führt weiter drei eigene Sichtungen von Phantomschiffen an, darunter eine ganz typische in einem Sturm.
Joseph Somers 1857
Am 29. Februar 1857 soll die Joseph Somers vor der Insel Tristan da Cunha im südlichen Atlantik eine nahe Begegnung mit dem Fliegenden Holländer gehabt haben, einschließlich der geisterhaften Erscheinung seines Kapitäns. Kurz darauf sei an Bord ein Feuer ausgebrochen, dem mehrere Seeleute zum Opfer fielen.
General Grant 1866
Der Schiffbruch der General Grant erregte seinerzeit vor allem durch die Leiden und die dramatischen Umstände, die zur Rettung der wenigen Überlebenden führten, weltweites Aufsehen. Hinzu kam, dass die General Grant eine erhebliche Menge Gold mit sich führte.
Vielleicht zieht diese Dramatik die Sagenbildung an, jedenfalls soll man unmittelbar, bevor die General Grant am 13. Mai 1866 an die Felsen der Küste von Auckland Island getrieben wurde, an Bord den Fliegenden Holländer gesichtet haben. Woher dieser Bericht stammt, bleibt unklar. Zur Sagenbildung trug wohl auch bei, dass mehrere Versuche, die Ladung der General Grant zu bergen, teils tragisch scheiterten und bis heute erfolglos blieben.
HMS Inconstant 1881
Die wohl bekannteste angebliche Sichtung des Fliegenden Holländers erfolgte am 11. Juli 1881 von Bord der HMS Inconstant, einer Fregatte der britischen Marine, vor der australischen Küste auf der Fahrt von Melbourne nach Sydney, nach Passieren der Bass-Straße. Zur Bekanntheit der Sichtung trägt vor allem die Prominenz der Zeugen bei, da die britischen Prinzen George (der spätere König Georg V.) und Albert an Bord der Bacchante ihre Marineausbildung als Midshipmen absolvierten. In seinem Tagebuch schreibt Prinz George:
Um 4 Uhr früh erschien vor unserem Bug der Fliegende Holländer. Ein seltsames rotes Licht wie von einem glühenden Geisterschiff, vor dem sich Masten, Spieren und Segel der etwa 200 Yards entfernten Brigg klar abzeichneten, als sie von Backbord sich näherte. Der wachhabende Offizier auf der Brücke sah sie ganz deutlich, ebenso der Achterdecks-Fähnrich, der sogleich auf das Vordeck geschickt wurde. Doch als er dort ankam, war von einem körperhaften Schiff nichts zu sehen, nicht eine Spur, weder nah noch fern bis zum Horizont hin, da die Nacht klar und die See ruhig war. Insgesamt 13 Personen sahen das Schiff. … Um 10 Uhr 45 stürzte der Matrose, der in der Frühe den Fliegenden Holländer gesichtet hatte, von der Saling der Vor-Marsstenge und wurde völlig zerschmettert.
Zwei andere Schiffe des Verbandes, die HMS Cleopatra und die HMS Tourmaline sollen das rote Licht ebenfalls bemerkt haben.
Dieses Zeugnis scheint gewichtig und wird praktisch immer zitiert, wenn von Sichtungen des Fliegenden Holländers die Rede ist. Ein entsprechender Eintrag im Logbuch der Inconstant ist zwar nicht bekannt und Prinz George war damals gerade erst 16 Jahre alt, eine aus der Luft gegriffene Darstellung wäre aber kaum zeitnah mit offizieller Unterstützung publiziert worden.
Orkney Belle 1911
Im Januar 1911 soll der Fliegende Holländer von der Mannschaft der Orkney Belle, eines schottischen Walfängers, vor Island gesichtet worden sein. Man hörte dreimal eine Glocke schlagen, dann wendete das Geisterschiff nach steuerbord und verschwand. 1914 soll die Orkney Belle als eines der ersten britischen Schiffe im Ersten Weltkrieg von der deutschen Marine versenkt worden sein.
HMS Jubilee 1942
Am 3. August 1942, 21 Uhr soll der Fliegende Holländer der HMS Jubilee begegnet sein, die auf dem Weg zur britischen Marinebasis in Simon’s Town bei Kapstadt war. Sowohl der 2. Offizier Davies als auch der 3. Offizier Nicholas Monsarrat sahen einen Schoner, der unter vollen Segeln lief, obwohl Windstille herrschte. Um eine Kollision zu vermeiden, musste die Jubilee ausweichen. Monsarrat war ein bekannter Autor von Seegeschichten und verwertete sein Erlebnis in der Romanreihe The Master Mariner, von der vor seinem Tod nur der erste Band Running Proud (1978) erscheinen konnte.
Straat Magelhaen 1959
Der vorerst letzte Bericht über eine Sichtung stammt von der Straat Magelhaen, einem niederländischen Frachter, in der Nacht des 7./8. Oktober 1959.
Der Kapitän P. Algra und sein zweiter Offizier wollten dem unter vollen Segeln fahrenden Fliegenden Holländer begegnet sein, wobei ein Mann am Steuerrad des Geisterschiffes klar zu sehen war.
Kurz bevor es zu einer Kollision gekommen wäre, verschwand das Schiff.

## Gestaltungen der Sage

#### Frühe Berichte
Die ersten Hinweise erscheinen in Reiseberichten und Seemannserinnerungen des späten 18. Jahrhunderts. Jeffrey Baron de Raigersfeld berichtet, er habe 1787 den Fliegenden Holländer selbst gesehen und die Sage gehört, dass es einer von zwei holländischen Ostindienfahrern sei, die sich gegenseitige Hilfe in Not versprochen hatten. Der Kapitän des verfluchten Schiffes hatte dieses Versprechen gebrochen und müsse nun zur Warnung endlos über die Meere segeln. Bei dem französischen Admiral Augustin Jal erscheint ein tyrannischer Kapitän, der um 1800 um jeden Preis das Kap umrunden will, einen unwilligen Matrosen über Bord wirft und zur Strafe von Gott verdammt wird. Beide Berichte erscheinen aber erst in den 1830er Jahren.

#### Lyrische Gestaltungen
In der Literatur erscheint das gespenstische Schiff mit dem verfluchten Kapitän 1798 in der Ballade The Rime of the Ancient Mariner von Samuel Taylor Coleridge. Der titelgebende alte Seemann lädt Fluch und Strafe auf sich, als er einen Albatros mutwillig erschießt, und erst als er die Schönheit der Schöpfung erkennt, darf er wieder an Land, muss aber jedem, dem er begegnet, den begangenen Tiermord beichten.
In den folgenden Jahren erscheinen im angelsächsischen Raum eine Reihe lyrischer Werke mit Gespensterschiffen:
In John Leydens Verserzählung Scenes of Infancy (1803) ist es ein Sklavenschiff, auf dem die Pest ausgebrochen ist, das in keinem Hafen mehr Aufnahme findet und daher für immer über die Meere treibt, in gleißendes Licht gehüllt und mit Gespenstern als Mannschaft. Er ergänzt in einer Fußnote, dass unter Seeleuten der Glaube verbreitet sei, dass an der Südspitze Afrikas das Aufkommen schwerer Stürme durch das Erscheinen eines Geisterschiffes namens Fliegender Holländer angekündigt werde:
Tief in der Nacht der glosende Leib eines mit geblähtem Toppsegel rasch mitten hinein in den Wind fliegenden Schiffes. Die Mannschaft hatte sich in der Frühzeit der Seefahrt, so nimmt man an, eines üblen Frevels schuldig gemacht, war mit der Pest geschlagen worden […] und dazu verdammt, noch immer das Meer zu befahren, das ihr Untergang war, bis die Zeit ihrer Buße vorbei ist.
Leydens Freund Walter Scott greift das auf und erweitert es in Rokeby (1813).
Weitere Begegnungen mit unheimlichen Schiffen finden sich in Thomas Campbells The Spectre Boat (1822), The Death-Boat of Heligoland und Richard Henry Danas The Buccaneer.
1804 hatte Thomas Moore in einer Fußnote seines Gedichts Written on passing Dead-man’s Island in the Gulf of St. Lawrence den Fliegenden Holländer als Inspiration für die Beschreibung eines düster-gespenstischen Schiffes in seinem Gedicht benannt. Dort heißt es:
Fast gliding along, a gloomy bark

Her sails are full, though the wind is still,

And there blows not a breath her sails to fill.

#### Vanderdecken’s Message Home
Im Jahr 1821 erscheint die erste Prosafassung, die alle Grundmotive der Sage abdeckt, in Blackwood’s Edinburgh Magazine.
Als Autor wurde inzwischen ein gewisser John Howison (fl. 1821–59), Angehöriger der East India Company, identifiziert.
In dieser als Bericht eines Augenzeugen gehaltenen Erzählung ist der Name des Fliegenden Holländers Vanderdecken und sein Schiff ein holländischer Kauffahrer aus Amsterdam, das 70 Jahre zuvor einen ganzen Tag lang versucht hatte, um das Kap zu kommen. Am Abend wurde es von einem anderen Schiff angerufen und gefragt, ob es nicht besser sei, in die Bucht zu laufen, worauf der Kapitän antwortete:
Ich will auf ewig verdammt sein, wenn ich das tue, und wenn ich bis zum Jüngsten Tag hier herumkreuzen muss.
Was natürlich auch prompt in Erfüllung ging. Das Schiff des Erzählers begegnet dem Fliegenden Holländer in stürmischer See, der Holländer lässt ein Beiboot zu Wasser und einer der Männer aus dem Beiboot kommt an Bord des Schiffs des Erzählers. Er erscheint als ganz gewöhnlicher Seemann, hält ein paar Briefe in der Hand und bittet, diese nach Amsterdam zu bestellen. Man antwortet ihm, das hätte wohl nicht viel Sinn, da die Empfänger wohl lange schon tot seien. Darauf zeigt sich der Matrose und die anderen Männer im Beiboot sehr betrübt und von Heimweh zerrissen. Nun wird zu jedem einzelnen Brief, den der Matrose bestellt haben will, ihm gesagt, warum das nicht mehr möglich sei. Zum Schluss legt der grausam enttäuschte Matrose den Packen Briefe, den niemand annehmen will, auf das Deck und verschwindet. Die Briefe werden schließlich über Bord gespült, worüber man allgemein sehr erfreut ist. Der Titel der Erzählung ist „Vanderdeckens Brief oder Die Dauerhaftigkeit natürlicher Zuneigung“ („Vanderdecken’s Message Home. Or the Tenacity of Natural Affection“), und der Aufbau der Erzählung legt nahe, dass sie genau darauf abzielt, die Haltbarkeit von Emotionen und Affekten über Zeit und Verdammnis hinaus am Beispiel des Fliegenden Holländers Vanderdecken, der so gerne sein Weib wieder gesehen und ihr die versprochenen Spiegel für das Wohnzimmer gebracht hätte, zu exemplifizieren.
Diese kleine Novelle erschien bereits 2 Monate später ohne Herkunftsangabe in deutscher Übersetzung im Stuttgarter Morgenblatt für gebildete Stände. Es dürfte damit die erste Publikation der Holländersage im deutschen Sprachraum sein.

#### Washington Irving
1822 erschien in Washington Irvings Geschichtensammlung Bracebridge Hall die Kurzgeschichte The Storm-Ship. Darin erzählt Irving eine Geschichte aus der Zeit, als New York noch eine holländische Kolonie war und Neu-Amsterdam hieß. In diesem verschlafenen Nest wird eines Tages ein Schiff gesichtet, das mit vollen Segeln gegen den Wind den Hudson hinauf läuft und weder auf Anruf noch auf Kanonenbeschuss reagiert. Die Kanonenkugel scheint durch dieses Schiff einfach hindurch zu fliegen.
Das Schiff verschwindet schließlich, wird aber in den folgenden Wochen immer wieder im Unterlauf des Hudson gesichtet. Hans van Pelt, ein alter Holländer, der auch die Kolonie am Kap der Guten Hoffnung kennt, meint, es sei der Fliegende Holländer, der nun nach Amerika gekommen sei, nachdem er am Kap einen Hafen zu finden aufgegeben habe. Andere meinen, das Schiff sei die Half Moon unter dem Kommando von Henry Hudson, der 1609 im Auftrag der Ostindien-Kompanie eine Nordwestpassage nach China suchen sollte.
Die Sichtungen wurden mit der Zeit seltener, hörten aber nie ganz auf, und man meinte, dass sie ein schlechtes Omen seien, das auf das Ende der niederländischen Kolonien an der Ostküste Amerikas hinwies.

#### Wilhelm Hauff

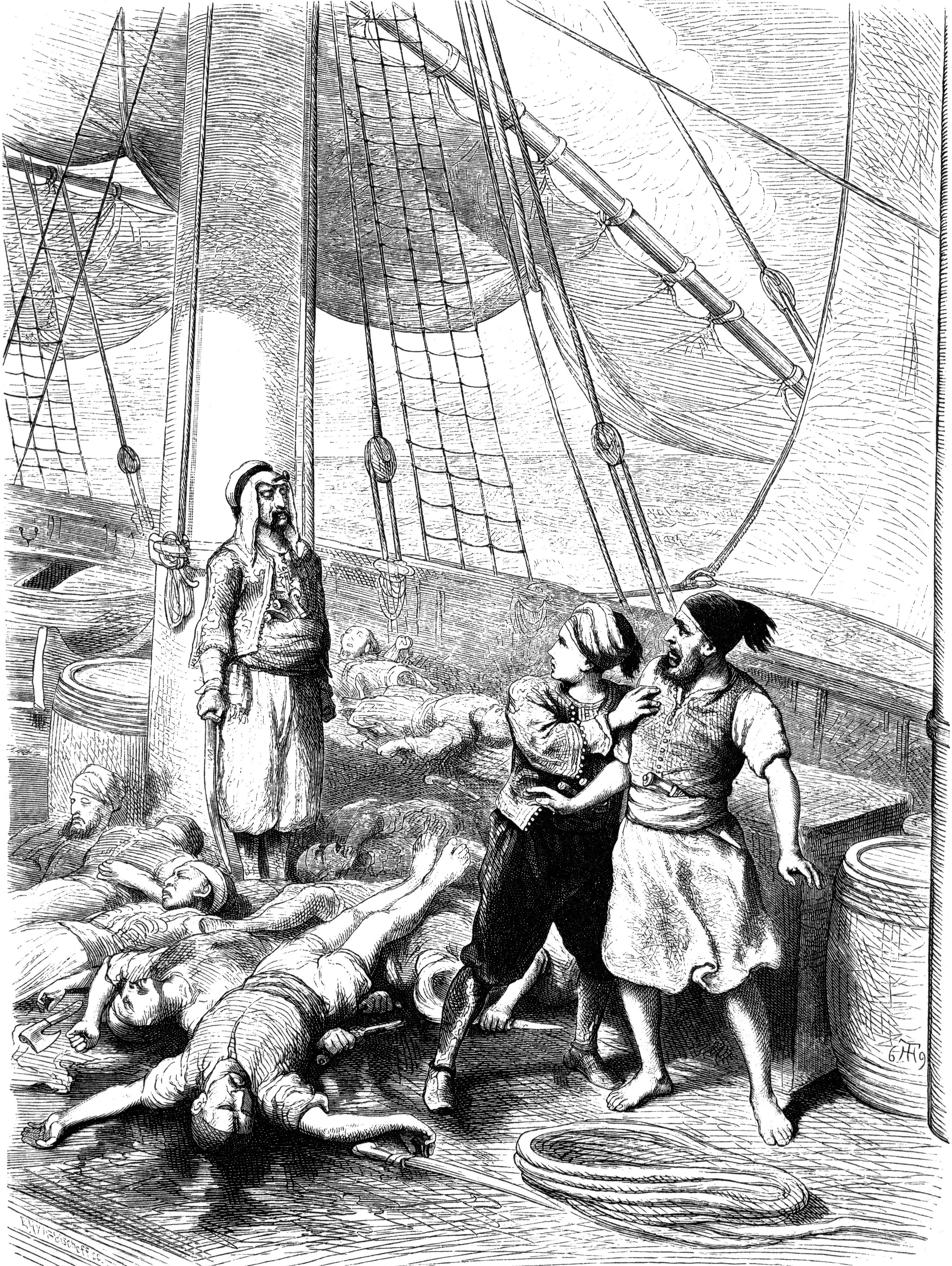
Illustration zu Wilhelm Hauffs Märchen Die Geschichte von dem Gespensterschiff

1826 veröffentlichte Wilhelm Hauff Die Geschichte von dem Gespensterschiff in seinem Almanach auf das Jahr 1826.
In seiner Erzählung transponiert Hauff das Motiv vom verfluchten Kapitän und seiner untoten Mannschaft in einen orientalisch-islamischen Kontext.
In der Rahmenerzählung der Karawane berichtet der Erzähler Achmet die Begegnung mit dem verfluchten Schiff als eigenes Erlebnis: Aus einem Schiffbruch kann Achmet sich mit einem Diener als einzige Überlebende auf dieses Schiff retten, dessen Besatzung aus Leichen besteht, die sich nicht von der Stelle bewegen lassen. Der Leichnam des Kapitäns aber ist mit einem Nagel durch den Kopf an den Mastbaum geheftet. In der folgenden Nacht verfallen die Geretteten in einen lähmenden Schlaf, in dem sie Geräusche von Tritten und Waffengeklirre zu hören meinen und als der Diener für einen Augenblick erwacht, sieht er den Kapitän und den Steuermann lebendig in der Kajüte sitzen, singend und trinkend. In der folgenden Nacht gelingt es ihnen, wach zu bleiben, indem sie Koranverse beten und dazu einen Spruch aufsagen, den der Diener Ibrahim von seinem Großvater kannte.
Das hilft. Aus einer Nebenkammer beobachten sie Kapitän und Steuermann sich in einer fremden Sprache streitend, gefolgt von Kampfgeräuschen an Deck. Am anderen Tag ist alles wieder so wie es war. Zudem scheint über Nacht die Mannschaft die bei Tag gesegelte Strecke wieder zurückzusegeln. Um das zu verhüten, umwickeln sie zur Nacht die eingezogenen Segel mit Koranversen und dem Zauberspruch auf Pergament und segeln bei Tag in die Richtung, in der sie Land vermuten. Am sechsten Tag erreichen sie so die indische Küste und gehen nah einer Stadt an Land. In der Stadt suchen sie einen weisen Mann auf. Der rät ihnen, die Toten an Land zu bringen, was auch gelingt, indem man sie samt den Planken unter ihnen aus dem Deck sägt. An Land gebracht, zerfallen sie sogleich zu Staub. Schließlich ist nur noch der Kapitän an Bord, da der Nagel auf keine Weise sich aus dem Mast lösen lässt.
Aber sobald der weise Alte ihm etwas Erde auf das Haupt gestreut und einen Zauberspruch gemurmelt hat, schlägt der Kapitän die Augen auf und berichtet nun, was den Fluch über ihn, sein Schiff und seine Mannschaft brachte: Sie waren Seeräuber gewesen und der frevelhafte Mord an einem frommen Derwisch hatte dessen Fluch auf sie gebracht, nicht leben und sterben zu können, bis sie ihr Haupt auf die Erde legen. Nach dem Mord war eine Meuterei ausgebrochen, in der alle umkamen, jedoch in der Nacht erwachten sie alle zu untotem Leben und mussten immer wieder die Ereignisse der Mordnacht wiederholen. Nachdem er seinen Bericht gegeben hat, stirbt der Kapitän und zerfällt auch zu Staub. Achmet aber nimmt die Schätze des Schiffes und kehrt zweimal so reich als zuvor nach Basora zurück.

#### Edward Fitzball

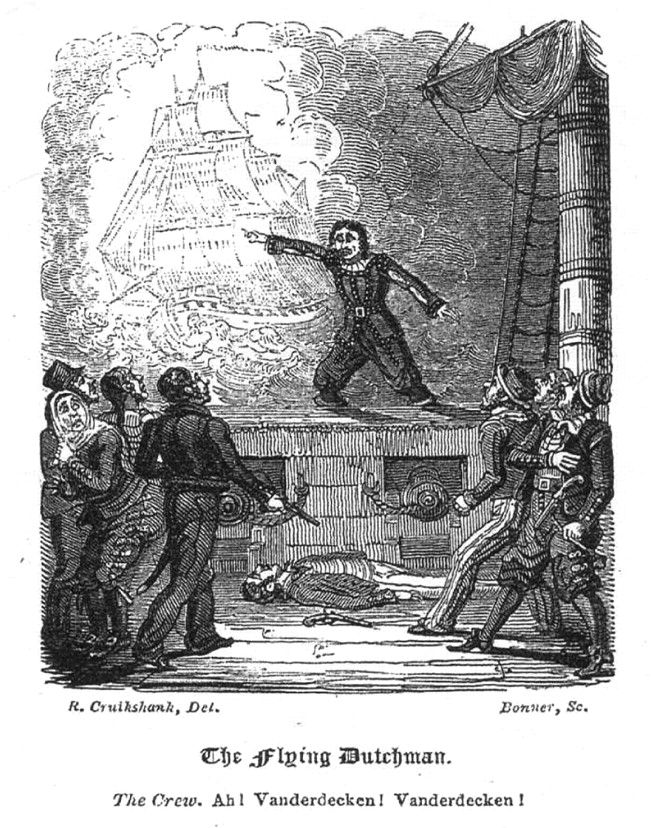
Frontispiz von Isaac Robert Cruikshank zu Edward Fitzballs The Flying Dutchman

Das erste Schauspiel, das den Fliegenden Holländer auf die Bühne brachte, war The Flying Dutchman; or, The Phantom Ship von Edward Fitzball, auch bekannt als „The Terrible Fitzball“ wegen seiner Vorliebe für schaurige Sujets und Grand-Guignol-Effekte. Das Stück hatte am 1. Januar 1827 im Londoner Adelphi Premiere und kann dort von Heinrich Heine gesehen worden sein, der im April 1827 nur einige Straßen weiter wohnte.
Die Musik stammte von George Rodwell, damals Direktor des Adelphi.
Bei Fitzball wird der Holländer Vanderdecken von Rockalda, dem bösen Geist der Meerestiefe, verflucht und darf nur alle 100 Jahre an Land. In der Eingangsszene gewährt die Meerhexe Rockalda dem Holländer Audienz in ihrer Grotte und gestattet ihm den Landgang, zusätzlich Unsichtbarkeit und Unverwundbarkeit. Dort soll er eine Braut finden, die ihm dann die nächsten 100 Jahre als Weib und der Meerhexe als Sklavin dienlich sein würde. Die Brautschau wird erschwert durch den Umstand, dass der Holländer an Land Schweigen bewahren muss.
Als Opfer ausersehen ist Lestelle Vanhelm, Nichte von Kapitän Peppercoal, die im Turm eines Schlosses am Kap der Guten Hoffnung zusammen mit ihrer Gesellschafterin Lucy wohnt. An der Wand ihres Zimmers hängt ein Gemälde des jungen Vanderdecken, datiert 1727 (also genau 100 Jahre vor der Londoner Premiere). Als ihr zukünftiger Ehemann ist Mynherr Peter Von Bummel aus Amsterdam ausersehen, Lestelle hat aber bereits ein heimliches Liebesverhältnis mit dem hübschen Leutnant Mowdrey und Lucy hat sich derweil in Mowdreys Begleiter Toby Varnish, einen Maler, verliebt.
Als in der Folge die drei Bewerber, Von Bummel, Mowdrey und Vanderdecken sich in dem Turm Stelldicheins geben, ist einiges Potential vorhanden für Verwirrung, Verwechslung und auch Verkleidung, da Lestelle in einer Truhe das Kleid von dessen letzter Braut findet.
Dieses Potential darf sich auch entfalten, mit reichlich Theaterdonner und Bühneneffekte, auf deren Bereitstellung die Bühnentechnik des Adelphi ausgelegt war. Dazu gehörten sogar elektrische Effekte mit Voltaischen Säulen, wodurch Vanderdecken aus seinem Finger einen „Zauberstrahl“ springen lässt.
Schließlich wird Lestelle von Vanderdecken entführt und in eine Meerhöhle gebracht, wo sie sich in das mystische Buch der Meerhexe eintragen soll, um auf 100 Jahre Sklavin zu sein. Mowdrey kommt hinzu, kann aber mit seinem Schwert gegen den unverwundbaren Vanderdecken nichts ausrichten, der im Augenblick des Triumphes ausruft: „Stirb! Sterblicher!“ – und eben dadurch besiegt ist, denn er hat sein Schweigen gebrochen. Die Liebenden Lestelle und Mowdrey sollen aber bis zu Vanderdeckens Wiederkehr in der Höhle eingeschlossen bleiben. Aus diesem Gefängnis kann keiner sie retten, außer einem auf See geborenen Sohn eines Seemanns. Glücklicherweise ist Toby Varnish genau das. Varnish kommt in die Höhle und steckt mit seiner Fackel das Zauberbuch an. Vanderdecken versinkt, alle sind gerettet und das Stück endet.
Eine weitere Bühnenbearbeitung des Stoffes, The Flying Dutchman; or The Spectral Ship von Douglas William Jerrold, erschien 1829.

#### Heinrich Smidt
Heinrich Smidt ist es zu danken, dass der Pudel nicht nur im Faust, sondern auch an Bord des Fliegenden Holländers einen Platz fand. 1825 fasste er den Inhalt seines 1822 erschienenen Gedichts Der ewige Segler folgendermaßen zusammen:
Die Holländer erzählen: einer ihrer Landsleute […] sey aus Ostindien zurückgekehrt, habe aber den Ort seiner Bestimmung, Amsterdam […] nicht erreichen können weil ohne Aufhören ein contrairer Wind geweht habe. Nach zwanzigwöchentlichem Umhertreiben habe er sich und sein ganzes Schiff verflucht und der Hölle zugeeignet, und geschworen, er wolle sein ganzes Leben im Ocean zubringen. Plötzlich erhob sich ein Sausen und Brausen, es war wie finstre Nacht; die Schiffsleute wurden den Augen des Schiffers entrückt, und durch die Vorsehung in ihr Vaterland versetzt; nur er blieb zurück, ein ewiger Spielball der Elemente. Mit ihm ein großer, weißer Pudel. Dieser sitzt immer aufrecht bei seinem Herrn am Steuerruder, ein Platz, den dieser nie verläßt. Unaufhaltsam treibt Sturm und Wetter ihn von Land zu Land, von Küste zu Küste; und wenn er landen will führt ihn ein pfeilschneller Sturm von dannen. Eingehüllt in einen schwarzen Mantel und unbedeckten Hauptes starrt er in die dunkle Nacht hinaus:
„So haben, bei schauriger Winde Weh’n,
Ihn oftmals die Söhne des Meeres gesehn.“
Smidt hat das Motiv des Gespensterschiffes mehrfach gestaltet, so auch in der ebenfalls unter dem Titel Der ewige Segler erschienenen Novelle (1828 in Seegemälde). Darin soll ein liebendes Paar, Elise und ihr Kapitän Milton, vom Vater an der Heirat gehindert werden. Elise schwört, sich vom Kreidefelsen in Dover zu stürzen, falls sie nicht ihren Milton bekommt, dieser verschwört sich darauf, er wolle dann „ewig umherirren im öden Gewässer des wilden Oceans“, und wird so zum Fliegenden Holländer. Außerdem erscheinen Gespensterschiffe in Smidts Erzählungen Der Geister-Lootse und Das Todtenschiff, beide in Seemanns-Sagen und Schiffer-Märchen (1835).

#### Heinrich Heine
Im Werk von Heinrich Heine erscheint der Fliegende Holländer zweimal. Das erste Mal 1827 ganz beiläufig in einem Satz in Die Nordsee, das zweite Mal im 7. Kapitel des 1834 erschienenen Fragments Memoiren des Herren von Schnabelewopski. Dort steht:

„Die Fabel von dem Fliegenden Holländer ist euch gewiss bekannt. Es ist die Geschichte von dem verwünschten Schiffe, das nie in den Hafen gelangen kann, und jetzt schon seit undenklicher Zeit auf dem Meere herumfährt. Begegnet es einem anderen Fahrzeuge, so kommen einige von der unheimlichen Mannschaft in einem Boote herangefahren und bitten, ein Paket Briefe gefälligst mitzunehmen. Diese Briefe muss man an den Mastbaum festnageln, sonst widerfährt dem Schiffe ein Unglück, besonders wenn keine Bibel an Bord oder kein Hufeisen am Fockmaste befindlich ist. Die Briefe sind immer an Menschen adressiert, die man gar nicht kennt, oder die längst verstorben, so dass zuweilen der späte Enkel einen Liebesbrief in Empfang nimmt, der an seine Urgroßmutter gerichtet ist, die schon seit hundert Jahren im Grabe liegt. Jenes hölzerne Gespenst, jenes grauenhafte Schiff führt seinen Namen von seinem Kapitän, einem Holländer, der einst bei allen Teufel geschworen, dass er irgendein Vorgebirge, dessen Namen mir entfallen, trotz des heftigen Sturms, der eben wehte, umschiffen wollte, und sollte er auch bis zum Jüngsten Tag segeln müssen. Der Teufel hat ihn beim Wort gefasst, er muss bis zum Jüngsten Tage auf dem Meere herumirren, es sei denn, dass er durch die Treue eines Weibes erlöst werde.“

Im Anschluss berichtet der Erzähler von einem Theaterbesuch, wo er ein Stück über den Fliegenden Holländer sah, sowie über eine pikante Bekanntschaft, die er dort machte. Das Stück endet, indem die Braut des Holländers sich von einem Felsen stürzt und der Holländer durch dieses Liebesopfer erlöst ist und mit seinem Schiff versinkt. Heine kommentiert:

„Die Moral des Stückes ist für die Frauen, daß sie sich in acht nehmen müssen, keinen Fliegenden Holländer zu heuraten; und wir Männer ersehen aus diesem Stücke, wie wir durch die Weiber, im günstigsten Falle, zugrunde gehn.“

Wilpert vermutet Heines Quelle in einer Binnenerzählung des seinerzeit recht bekannten und von Heine gelesenen Studentenromans Karl Bertholds Tagebuch von Martin Hieronymus Hudtwalcker (1826), die im Wesentlichen den Inhalt von Vanderdecken’s Message Home wiedergibt.
Die Übereinstimmungen der Beschreibung des im Schnabelewopski geschilderten Stückes mit dem Stück von Fitzball sind allerdings auch bemerkenswert.
In der von Heine erzählten Handlung des fiktiven Stücks darf der namenlose Holländer alle 7 Jahre an Land. Bei einem solchen Aufenthalt lernt er einen Schotten kennen und trifft dessen Tochter, die recht erschrocken ist, denn sie besitzt als Erbstück ein Gemälde, „ein getreues Konterfei des Fliegenden Holländers, wie man ihn vor hundert Jahr in Schottland gesehen“, und der Überlieferung nach sollen die Frauen der Familie sich vor Männern hüten, die dem Porträt gleichsehen – was für den Holländer natürlich zutrifft. Der Holländer aber ist – ganz anders als Fitzballs alles im Umkreis behexender Vanderdecken – durchaus von gesittetem Auftreten und setzt eher auf Empathie. Er berichtet, wie er
„[…] auf der unermeßlichen Wasserwüste die unerhörtesten Leiden erdulden müsse, wie sein Leib nichts anderes sei als ein Sarg von Fleisch, worin seine Seele sich langweilt, wie das Leben ihn von sich stößt und auch der Tod ihn abweist: gleich einer leeren Tonne, die sich die Wellen einander zuwerfen und sich spottend einander zurückwerfen, so werde der arme Holländer zwischen Tod und Leben hin und her geschleudert, keins von beiden wolle ihn behalten; sein Schmerz sei tief wie das Meer, worauf er herumschwimmt, sein Schiff sei ohne Anker und sein Herz ohne Hoffnung.“
Damit hat er Erfolg, denn auf die Frage „‚Katharina, willst du mir treu sein?‘, antwortet sie entschlossen: ‚Treu bis in den Tod.‘“ Später wird sie das einlösen und den Holländer durch ihren Opfertod retten.
Während 1821 der Fliegende Holländer noch ganz unbekannt war, sodass z. B. der deutsche Übersetzer von Vanderdecken’s Message Home von einem „Fliegenden Hollandfahrer“ sprach, kann Heine 1834 die Sage als allgemein bekannt voraussetzen. Dennoch hat das relativ beiläufige Erscheinen des Holländers bei Heine zur allgemeinen Bekanntheit im deutschen Sprachraum wesentlich beigetragen.
Insbesondere auf die Gestaltung durch Richard Wagner hatte die heinesche Handlungsskizze direkten und prägenden Einfluss.
Dieser Einfluss wird von Wagner selbst 1843 noch ausdrücklich anerkannt:
„Besonders die von Heine erfundene, echt dramatische Behandlung der Erlösung dieses Ahasverus des Ozeans gab mir alles in die Hand, diese Sage zu einem Opernsujet zu benützen.“ 1871 nennt er den Stoff „die von Heine einem holländischen Theaterstücke gleichen Titels entnommene Behandlung“, greift also die heinesche Fiktion eines in Amsterdam gesehenen Stückes auf und entzieht Heine zugleich die zuvor anerkannte Autorschaft, wohl vor dem Hintergrund von Wagners zunehmendem Antisemitismus.

#### Frederick Marryat

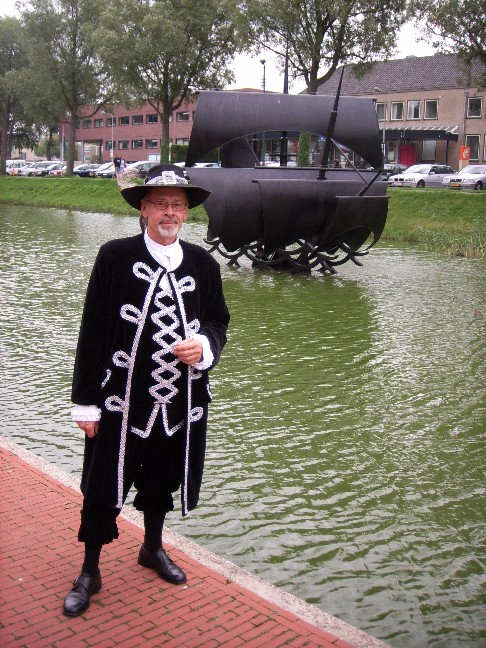
„Fliegender Holländer“ in Terneuzen, im Hintergrund das Denkmal

Von Frederick Marryats 1839 erschienenem Roman The Phantom Ship erschienen im gleichen Jahr noch drei unterschiedliche deutsche Übersetzungen und Marryats Roman wurde in der Folge im deutschen Sprachraum populärer als im englischen.
Bei Marryat hat der aus Terneuzen in Holland stammende Vanderdecken bei dem Versuch, das Kap der Guten Hoffnung zu umsegeln, zunächst den widerspenstigen Lotsen über Bord geworfen und dann beim Kreuz Christi geschworen, bis an den Jüngsten Tag sein Vorhaben nicht aufzugeben.
Vanderdeckens Sohn Philip erfährt nun von seiner im Sterben liegenden Mutter, dass der Vater erlöst werden könne, wenn jemand die Reliquie des Heiligen Kreuzes zu ihm an Bord bringe, was der treue Sohn fortan zu seiner Lebensaufgabe macht.
Diesem Vorhaben stellt sich das Gespenst des Lotsen entgegen.
Nach mehreren Versuchen und Schiffbrüchen gelingt es dem Sohn, an Bord des Gespensterschiffes zu kommen, wo er zusammen mit seinem Vater Erlösung und Ruhe findet.
Marryats Roman ist auch die Grundlage dafür, dass Terneuzen sich als Geburtsstadt des Fliegenden Holländers betrachtet und das entsprechend touristisch verwertet.

#### Weitere literarische Gestaltungen
Die literarischen Gestaltungen der Sage vom Holländer sowie des Stoffs des Gespensterschiffes sind im 19. Jahrhundert sehr zahlreich, vor allem im Gedicht und dort besonders in Ballade und Versepos, und finden Nachfolger bis in die Gegenwart. Zu nennen sind unter anderen:
- 1830 Joseph Christian von Zedlitz Das Geisterschiff, Ballade[43]
- 1834 Alexander von Sternberg Der fliegende Holländer, Novelle (in Novellen Bd. 4)
- um 1836 Oskar Ludwig Bernhard Wolff Der fliegende Holländer
- 1837 Annette von Droste-Hülshoff Der Strandwächter am deutschen Meere und sein Neffe vom Lande, Ballade
- 1837 Niklas Müller Das Geisterschiff (in: Lieder)
- um 1840 Adolf von Tschabuschnig Das Geisterschiff, Ballade
- 1839 William Johnson Neale The Flying Dutchman, Roman
- 1840 Theodor Fontane Das Gespensterschiff
- 1840 Friedrich Brunold Das Totenschiff (in: Romanzen und Lieder)
- 1841 Robert Eduard Prutz Allerseelen (in: Gedichte)
- 1843 Moritz Graf von Strachwitz Das Geisterschiff
- 1858 Henry Wadsworth Longfellow The Phantom Ship (in: The Courtship of Miles Standish and Other Poems)
- 1859 Edmund Hoefer Das schwarze Schiff, Erzählung
- 1871 Albert Emil Brachvogel Der fliegende Holländer, Roman
- 1872 Henry Wadsworth Longfellow The Ballad of Carmilhan (in: Tales of a Wayside Inn, II)
- 1873 Anton Ohorn Der fliegende Holländer, Versepos
- 1888 William Clark Russell The Death Ship, Roman
- 1892 Julius Wolff Der fliegende Holländer, Versepos 1892[44]
- 1894 George Griffith The true fate of the Flying Dutchman, Erzählung
- 1896 Henry A. Hering The crew of the Flying Dutchman, Erzählung
- 1911 Georg Heym Der fliegende Holländer, Gedicht (in: Der ewige Tag)
- 1919 Lulu von Strauß und Torney Schiff Ahoi!, Ballade (in: Reif steht die Saat)
- 1930 Martinus Nijhoff De vliegende Hollander
- 1956 Karl Friedrich Kohlenberg Ich runde das Kap. Die Chronik des fliegenden Holländers.
- 1966 Marie Luise Kaschnitz Schiffsgeschichte, Erzählung (in: Ferngespräche)
- 1968 Gabriel García Márquez Die letzte Reise eines Gespensterschiffes (Originaltitel: El ultimo viaje del buque fantasma)
- 1991 Tom Holt Flying Dutch, Roman
- 2001 Gerhard Ortinau Die Nacht des schlaflosen Kellners, Theaterstück
- 2005 Manuel Vázquez Montalbán El barco fantasma

### Musik
- Richard Wagner: Der fliegende Holländer (1840–1841, UA: 2. Januar 1843 Königlich Sächsisches Hoftheater Dresden. Überarbeitet 1852 (Zürich) und 1864 (München))
- Pierre-Louis Dietsch: Le vaisseau fantome, Paris, 1842
- Achim Reichel: Der Fliegende Holländer (1977) aus dem Album Klabautermann
- Jethro Tull: Stormwatch (1979), #25. in England
- Dieter Thomas Heck: Die Fahrt der Queen Anne aus dem Album Es ist Mitternacht, John
- Lack of Limits: The Dutchman’s Curse
- Iron Maiden: Rime Of The Ancient Mariner
- Zed Yago: From over Yonder (1988)
- Carach Angren: Death Came Through A Phantom Ship (2010)
- Philipp Polzin (Musik, Buch, Liedtexte) / Christian D. Dellacher (Musik, Orchestrierung und Arrangements) / Daniel Werner (Grundkonzept, Art-Work): Der fliegende Holländer – Das Musical (konzertante UA: 23. Februar 2018, Klaus-von-Bismarck-Saal WDR Funkhaus Wallrafplatz Köln)[45][46]

### Bildende Kunst

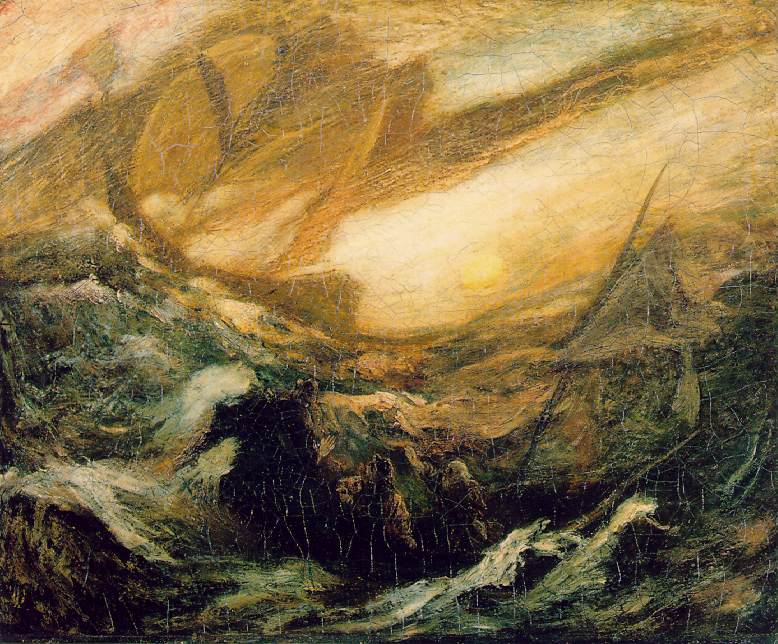
The Flying Dutchman von Albert Pinkham Ryder, Smithsonian American Art Museum, Washington, D.C.

- 1869 Der fliegende Holländer, Gemälde von Heinrich Spieß
- 1887 The Flying Dutchman, Gemälde von Albert Pinkham Ryder
- 1890 Fliegender Holländer, Gemälde von Hermann Hendrich
- 1892 Der fliegende Holländer, Gemälde von Johan Jacob Benetter
- 1908 The Flying Dutchman, Gemälde Louis Michel Eilshemius
- 1913 Der fliegende Holländer, Gemälde von Anton Hackenbroich

### Film und Fernsehen

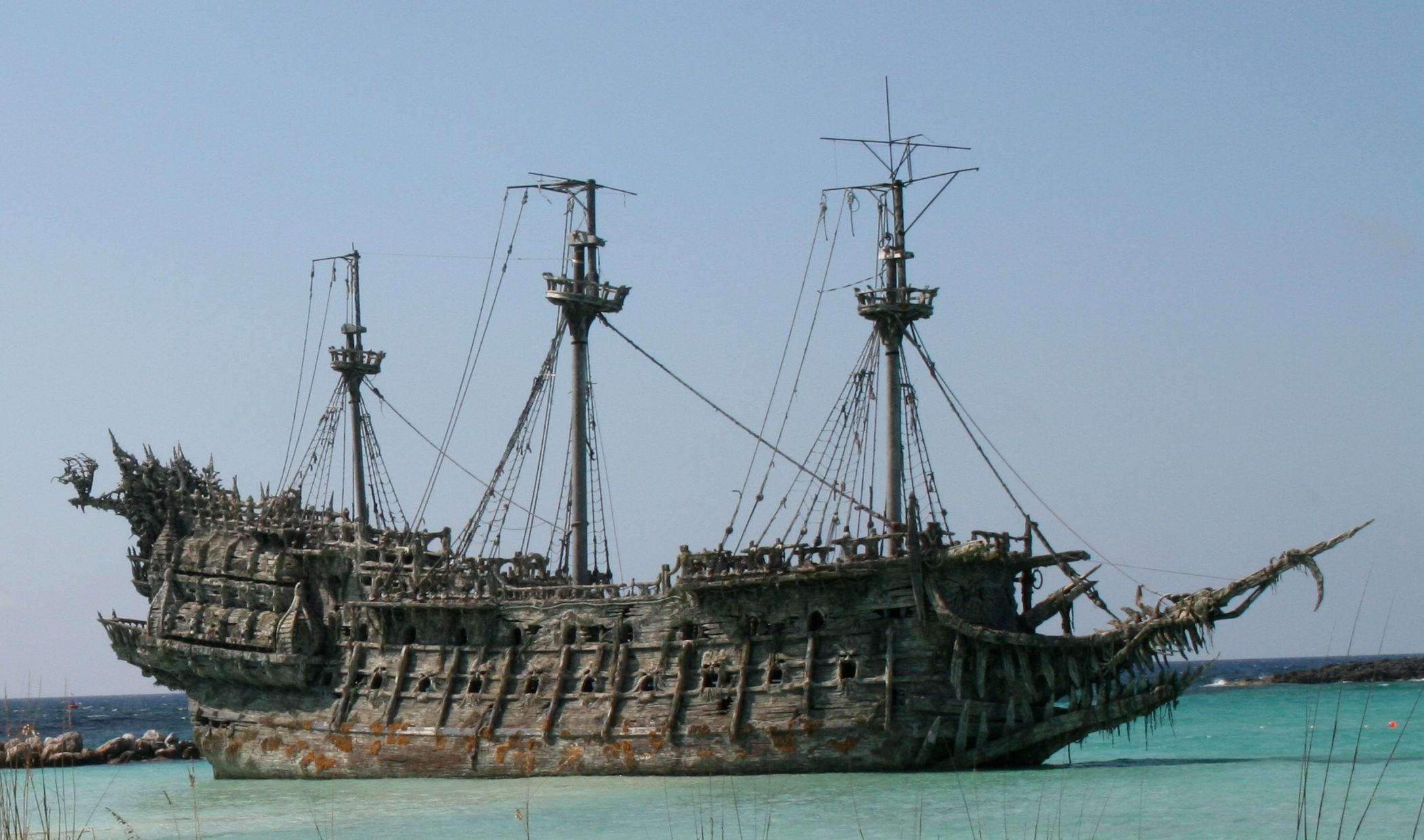
Kulisse der Flying Dutchman aus Fluch der Karibik im Disney-Resort Castaway Cay

- 1918 Der fliegende Holländer, Stummfilm mit Olga Desmond
- 1951 Pandora und der Fliegende Holländer, mit James Mason und Ava Gardner
- 1964 Der fliegende Holländer, Opernverfilmung von Joachim Herz (DDR 101 min[47])
- 1976 The Flying Dutchman (deutsch: Das Geisterschiff), Folge 7 der 3. Staffel der Serie Im Land der Saurier[48]
- 1995 De vliegende Hollander, niederländischer Film von Jos Stelling (NL 140 min[49])
- 2001 The Mathematic of Tears, Folge 12 der 1. Staffel der Serie Gene Roddenberry's Andromeda[50]
- 2006 Pirates of the Caribbean – Fluch der Karibik 2
- 2007 Pirates of the Caribbean – Am Ende der Welt
- 2017 Pirates of the Caribbean – Salazars Rache

### Comic und Zeichentrick
Donald Duck
1959 erschien der Fliegende Holländer in der Donald-Duck-Geschichte „Der Fliegende Holländer“ von Carl Barks (Originaltitel: The Flying Dutchman).
Onkel Dagobert hat für 1000 Taler die Logbücher einer holländischen Schifffahrtslinie erworben, wo er Hinweise auf das Schiff Fliegender Holländer findet, das mit einer Ladung Goldbarren verschollen ist, worauf sich Dagobert zusammen mit Donald und den Neffen auf Schatzsuche macht. Nachdem durch einen Navigationsfehler zunächst das Hauptkabel des afrikanischen Invasionsabwehralarmdienstes gehoben wurde, macht man sich erneut auf die Suche und steuert nach Süden, Richtung Antarktis. In stürmischer Nacht sehen die Ducks dann selbst den Holländer mit blutroten Segeln gegen den Wind durch die Wolken fliegen, worauf Dagobert und Donald etwas mulmig wird. Tatsächlich wird durch Donalds Tollpatschigkeit der Kompass zerstört und das Schiff treibt orientierungslos im Nebel. Ein Blitz schlägt in das Steuerrad, der Proviant wird knapp und es wird immer kälter, derweil nähert man sich der Position, an der Dagobert den Fliegenden Holländer lokalisiert zu haben meint. Dort findet sich das uralte Schiff denn auch, eingefroren in einen Eisberg. Die Ducks können nicht nur das Gold bergen, sondern auch einen Kompass und ein Steuerrad und so wieder nach Hause steuern.
SpongeBob
In der Fernsehserie SpongeBob Schwammkopf erscheint der Holländer als grünlich leuchtender Geist ohne Füße, statt Schuhen trägt er daher – gelegentlich – eine große Socke.
Weitere Anspielungen und Bezüge:
- in der Fernsehserie The Simpsons: Das von Captain MacAllister geleitete Fischrestaurant in Springfield heißt „The Frying Dutchman“ („Der frittierende Holländer“).[53]
- in der Serie Käpt’n Balu und seine tollkühne Crew, in der Folge „Beckys schönster Traum“ als Captain Stansbury
- in der Anime-Serie One Piece, Erstauftritt Episode 525

## Sonstiges
- Flying Dutchman – Segelbootklasse, 1951 entwickelt, 1960–1992 olympisch